# Семёнково-2
Семёнково-2 — деревня в Вологодском районе Вологодской области.
Входит в состав Прилукского сельского поселения, с точки зрения административно-территориального деления — в Прилукский сельсовет.
Расстояние по автодороге до районного центра Вологды — 21 км, до центра муниципального образования Дорожного — 6 км. Ближайшие населённые пункты — Заоникиево, Борилово-2, Великое, Архипово.
По переписи 2002 года население — 474 человека (225 мужчин, 249 женщин). Преобладающая национальность — русские (97 %).